# Gare de Neuilly-Saint-Front
Gare de Neuilly-Saint-Front vasútállomás Franciaországban, Vichel-Nanteuil településen.

## Vasútvonalak
Az állomást az alábbi vasútvonalak érintik:
- Trilport-Bazoches-vasútvonal

## Kapcsolódó állomások
A vasútállomáshoz az alábbi állomások vannak a legközelebb: